# Stade bordelais athlétisme
Pour les articles homonymes, voir Stade bordelais.
Le Stade bordelais athlétisme ou plus simplement « Stade bordelais » est un club français d'athlétisme. Le club est basé au stade Stéhélin à Bordeaux.

## Histoire

### Formation
L'omnisports du Stade bordelais est créé en 1889 pratiquant au départ le rugby, l'athlétisme et le tennis. L'ASPTT Bordeaux voit quant à lui le jour en 1908.

### Années 2010[2]
En juillet 2011, les sections Athlétisme de L'ASPTT Bordeaux et du Stade Bordelais s'unissent et forment Bordeaux Athlé. Olivier Noirot devient président de cette section.
Les structures omnisports de L'ASPTT et du Stade bordelais fusionnent quant à elles en juillet 2013.
Pierre Renaudie, père du spécialiste français du 800 m Paul Renaudie, devient président de la section.
En juillet 2019, Caroline Pujol remplace Pierre Renaudie pour la présidence du club.

### Années 2020
En mai 2022, le Stade Bordelais accède à la division Elite 1 des championnats de France interclubs d'athlétisme avec un total de 63291 points. (5ème total français cette année),

## Saisons interclubs du Stade Bordelais depuis 2013
| Saison    | Niveau                                               | Groupe       | Classement | Total de points                                          |
| --------- | ---------------------------------------------------- | ------------ | ---------- | -------------------------------------------------------- |
| 2012-2013 | Interclubs Championnats de France interclubs N1A     | Montante     | 6ème       | 604 points (classement à la place)                       |
| 2013-2014 | Interclubs Championnats de France interclubs N1A     | Montante     | 5ème       | 632,5 points (classement à la place)                     |
| 2014-2015 | Interclubs Championnats de France interclubs N1A     | Montante     | 5ème       | 632,5 points (classement à la place)                     |
| 2015-2016 | Interclubs Championnats de France interclubs N1A     | Poule B      | 3ème       | 59489 points                                             |
| 2016-2017 | Interclubs Championnats de France interclubs N1A     | Poule A      | 2ème       | 64048 points (avec bonus de 1000 points du premier tour) |
| 2017-2018 | Interclubs Championnats de France interclubs N1A     | Poule A      | 2ème       | 61683 points                                             |
| 2018-2019 | Interclubs Championnats de France interclubs N1A     | Poule A      | 1er        | 60193 points                                             |
| 2019-2020 | Annulés                                              |              |            |                                                          |
| 2020-2021 | Annulés                                              |              |            |                                                          |
| 2021-2022 | Interclubs Championnats de France interclubs Elite 2 | Poule unique | 2ème       | 63291 points                                             |
| 2022-2023 | Interclubs Championnats de France interclubs Elite 1 | Poule unique |            |                                                          |

## Personnalités du club[14]

### Présidents depuis 2011[15]
- Olivier Noirot
- Pierre Renaudie
- Caroline Pujol

### Equipe 2022
| Entraineurs du club en 2022 | Athlètes internationaux du club en 2022 |
| --- | --- |
| - Laurent Moreschi (épreuves combinées) + Directeur Technique - Jean-Daniel Mirre (haies) - Mickaël Bensoussan (sprint) - Franck Minbielle (sauts: longueur, triple, hauteur) - Damiel Dossevi (perche) - Marion Lotout (perche et Nordicfit) - Jean-Marc Bédécarrax (perche) - Alexandra Valegeas (marteau) - Eric Dubus (demi-fond) - Michel Monot (demi-fond) - Christian Mestadier (running) - Stéphane Even (running) - Nathalie Wurry (running, trail) - Philippe Carralou (running, yoga) - Christelle Travers (marche nordique) - Stéphanie Delaurens (running loisir) - Caroline Pujol (running loisir) - Teddy Tamgho (triple saut) | - Solène Ndama - Melvin Raffin - Flavien Szot - Tom Campagne - Marion Lotout - Ryan Zeze - Pablo Matéo - Marie-Julie Bonnin - Jeff Lastenet - Thais Beranger - Maëva Danois - Janne Nielsen - Thomas Carmoy - Eliott Crestan - Claire Orcel - Caroline Joyeux - Mykhaylo Kokhan - Artur Felfner - Salla Sipponen - Helena Leveelahti |

### Blason

Logo du Stade bordelais - ASPTT